# Corrado Politi
Corrado Politi (Recanati, 2 novembre 1818 o 1819 – Firenze, 13 gennaio 1872) è stato un patriota, politico e scienziato italiano.
Fu deputato all'Assemblea Costituente della Repubblica Romana.

## Biografia

### Nascita, educazione e carriera scientifica
Nacque il 2 novembre 1818 o 1819 in famiglia aristocratica da Giuseppe Politi e Lucrezia Ricci Petrocchini, terzo di undici figli.
Educato privatamente, venne poi iscritto nel 1831 al Collegio Campana di Osimo, dove ricevette attestazioni di merito per i suoi studi e per degli esperimenti di storia naturale. Qui entrò in contatto con i primi fermenti nazionali, venendo istruito da insegnanti dai sentimenti patriottici e avendo tra i compagni di studio Aurelio Saffi e Tommaso Lauri. Proseguì poi gli studi laureandosi a inizio anni 1840 in giurisprudenza a Bologna e successivamente conseguendo la laurea in scienze naturali e il diploma di ingegneria.
Nel 1845 partecipò alla Settima riunione degli scienziati italiani a Napoli, venendo nominato segretario delle sezioni di anatomia comparata, fisiologia e zoologia.

### Carriera politica e guerre d'indipendenza
Entrò in politica nel 1847 come uditore nel Consiglio di Stato pontificio nella sezione Finanze, ma con lo scoppio della Prima guerra d'indipendenza italiana si arruola volontario nella legione romana dove, con il grado di capitano, partecipò alla campagna del Veneto e a quella della Lombardia. Fu successivamente promosso a maggiore.
Con la nascita della Repubblica Romana del 1849 venne eletto nelle elezioni di gennaio a deputato dell'Assemblea costituente nel collegio di Macerata. Il 10 febbraio, giorno successivo alla proclamazione della Repubblica, fu Corrado Politi, come poi ricordato dallo stesso Giuseppe Mazzini, a proporre l'affidamento del potere esecutivo a un triumvirato, mentre il 12 febbraio sostenette durante i lavori assembleari la nomina di una commissione per elaborare la Costituzione della Repubblica Romana. Durante l'assedio francese di Roma, che avrebbe portato alla caduta della neonata Repubblica Romana, partecipò alla difesa della città.
Partecipò poi, venendo promosso a maggiore, alla difesa di Venezia durante l'assedio austriaco della città, evento che portò alla caduta della Repubblica di San Marco.

### L'arresto, la fuga e l'esilio
Terminata la guerra tornò a Recanati, dove però subì un arresto a seguito di una delazione: venne imprigionato, processato e  condotto nel 1850 al carcere di Santa Palazia ad Ancona, riuscendo però a mantenere i contatti con l'esterno. La condanna a morte fu pronunciata dal tribunale della Sacra Consulta il 15 aprile 1851, ma Politi riuscì, grazie all'aiuto di altri patrioti, a fuggire il 1º novembre 1852.
Durante il suo esilio fuggì a San Marino, a Genova e poi a Malta, dove incontrò altri esuli tra cui Francesco Crispi. Trasferitosi in Tunisia, entrò a far parte degli ingegneri militari e civili del bey Muhammad II ibn al-Husayn, che successivamente lo nominò commendatore dell’Ordine del merito civile di Tunisi. Scoppiata la seconda guerra d'indipendenza italiana, dovette rimandare di alcuni mesi la partenza per l'Italia in quanto aveva promesso di portare a termine i lavori in corso per il Bey, ma organizzò comunque un "Comitato d’Africa" allo scopo di mandare soccorsi di guerra ai patrioti italiani.

### Ritorno in Italia, Camicie rosse e gli ultimi anni
Riuscì a ritornare in Italia nel 1860, dove si unì alle Camicie rosse di Garibaldi venendo nominato, il 18 settembre, luogotenente colonnello di Stato maggiore generale e vicedirettore del ministero della Guerra di Sicilia. L'anno successivo entra a far parte del Regio Esercito come tenente colonnello, diviene capo di Stato maggiore nella divisione Chieti e capodivisione al ministero della Guerra. Fu insignito del cavalierato ufficiale della Corona e della medaglia per l’indipendenza dell’Italia. Gli ultimi anni della sua vita li passò contribuendo alla riorganizzazione del neonato Regio Esercito.
Morì a Firenze il 13 gennaio 1872 a causa degli effetti di una malattia contratta durante la prigionia.

## Vita privata
Durante l'esilio in Tunisia conobbe l'italiana Teresa Ghiggino, che sposò il 19 aprile 1857. Da lei ebbe due figli: Leonida nel 1858 e Clelia nel 1859.